# Rivière Magog
Pour les articles homonymes, voir Magog (homonymie).
La rivière Magog (en abénaqui : Pskasewantekw ou Pskusewantegw) est une petite rivière parcourant les territoires des villes de Magog et de Sherbrooke, dans la région administrative de l'Estrie, au Québec, au Canada, selon un axe sud-ouest nord-est. Prenant sa source dans le lac Memphrémagog, elle traverse le lac Magog et se déverse dans la rivière Saint-François, au centre-ville de Sherbrooke.

## Géographie
Le cours de la Magog débute au centre-ville de la municipalité du même nom. Ce départ, situé à 208 mètres d’altitude, constitue l’unique déversoir du lac Memphrémagog, la rivière Magog puisant sa source via les différents affluents de ce grand lac, jusqu’au-delà de la frontière du pays, aux États-Unis. Ainsi, en comptant notamment les territoires de collecte des différents petits cours d’eau qui suivront son cours, le bassin hydrographique de la Magog couvre une aire approximative de 1 900 km2.
Au premier kilomètre et demi de son parcours, se trouve un premier barrage, du nom de Memphrémagog, suivi de la collecte d’un premier ruisseau (km 4,1), nommé le ruisseau Rouge. En aval de celui-ci, s’interpose ensuite un deuxième barrage (km 5,6), du nom de Centrale La Grande-Dame, s’ensuit ensuite l’aboutissement de la rivière dans le lac Magog (km 9,8).
Au niveau de ce lac de 6,5 kilomètres de long, l’étendue d’eau reçoit le ruisseau Noir à son extrémité Sud et le ruisseau Red Brook à son extrémité nord. La rivière Magog reprend ensuite son cours normal via un petit interstice à l’extrémité nord-est du lac (km 16,3).
La rivière poursuit sa route en collectant les eaux des ruisseaux Grass Island (km 18,5), Gordon (km 19,4), avant d’être interrompue de nouveau par la présence du barrage de Rock Forest (km 19,6). Par la suite, la Magog collecte les eaux des ruisseaux Nick (km 21,5) Dodds (km 23), atteint le barrage Drummond (km 25), avant de s’élargir pour former le lac des Nations (km 29,1), au cœur de Sherbrooke.
La rivière s’enfonce ensuite dans une profonde gorge, au-delà du barrage Paton (km 30,4), d’une déclinaison de 38 mètres, sur une distance d’environ  1,3 kilomètre, chevauchant par la même occasion deux autres barrages (Frontenac, km 30,9 et Abénaquis, km 31,4), avant de terminer sa course dans la rivière Saint-François, à 141 mètres d’altitude. 
La longueur totale de la rivière, incluant la portion du lac Magog, est donc de 31,8 kilomètres, sur un dénivelé de 67 mètres et coule principalement selon un axe sud-ouest, nord-est.

## Toponymie
Les Abénaquis désignent ce cours d'eau sous l'appellation de : "Pskasewantekw" ou "Pskusewantegw", signifiant « la rivière qui fait des détours ».
Le toponyme rivière Magog a été officialisé le 5 décembre 1968 à la Commission de toponymie du Québec.

## Histoire

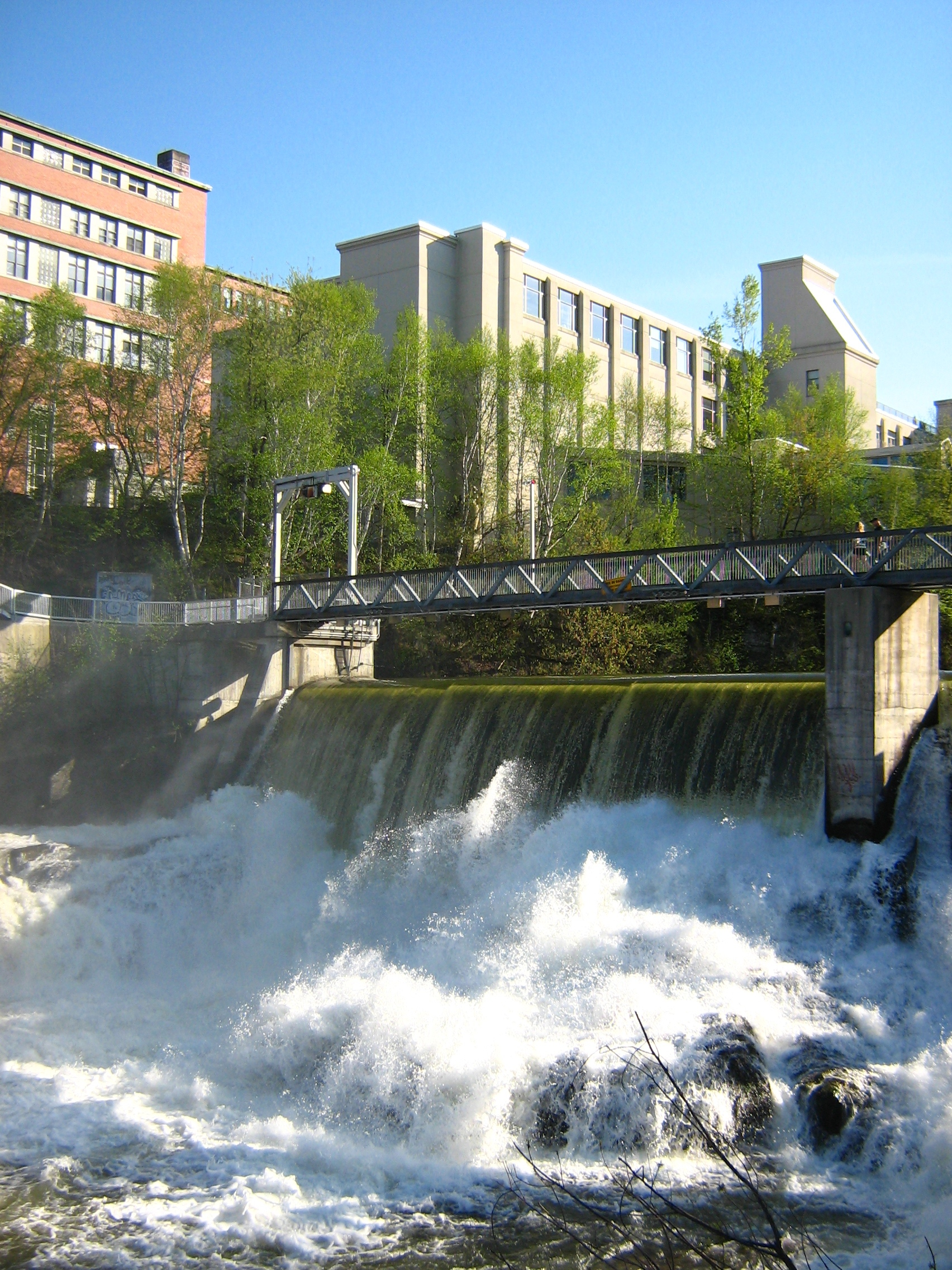
Barrage de la centrale Abénaquis, situé dans la gorge de la rivière Magog

Sa source, située à 208 mètres d'altitude et son confluent, se trouvant à 141 mètres d'altitude, lui confèrent une importante dénivellation, considérant ses 31,8 km de longueur. L'écoulement de la rivière, à sa sortie du lac Memphrémagog  passait dans un canal naturel entre 92 et 150 mètres de largeur ; le courant était  rapide jusqu'au lac Seaswaninepus à une distance approximative de 13 km en aval. Ce lac avait  une longueur de 8 km, ensuite les grandes chutes (Greats Falls), tombaient à une distance de 800 mètres avant la Fourche (The Fork) avec la rivière St-François. La région a été cartographiée par Joseph Blanchard en 1756. L'importante dénivellation a permis l'édification de sept barrages, dont trois dans les 1 200 derniers mètres, à même une gorge creusée par la rivière, au cœur de Sherbrooke. L'un d'eux, celui de la Paton Co. a engendré le lac des Nations, un bassin d'eau destiné jadis à offrir une marge de manœuvre lors des périodes d'étiage, afin de permettre un bon fonctionnement continuel des entreprises industrielles, qui utilisaient la force hydraulique de la rivière.
De par son débit régulier et sa déclinaison importante, elle fut le théâtre de diverses activités industrielles, particulièrement à Sherbrooke et Magog, aux XIXe et XXe siècles. Aujourd'hui, ses berges sont occupées principalement par des résidences privées, par des parcs linéaires, ou par quelques secteurs encore boisés, les activités industrielles ayant presque toutes disparu. 
| Barrages                                                                  | Site                     | Dates d'existence               |
| ------------------------------------------------------------------------- | ------------------------ | ------------------------------- |
| Barrage Austin-Taylor                                                     | Magog                    | 1796-1822                       |
| Barrage Hyatt-Ball                                                        | Sherbrooke               | 1802-1842                       |
| Barrage Weatherbee                                                        | Magog                    | 1822-1883 (reconstruit en 1853) |
| Barrage Goodhue                                                           | Sherbrooke               | 1828-1854                       |
| Barrage BALC no 5                                                         | Sherbrooke               | 1842-1910                       |
| Barrage BALC no 4                                                         | Sherbrooke               | 1849-1919                       |
| Barrage BALC no 1                                                         | Sherbrooke               | 1854-1926                       |
| Barrage BALC no 3                                                         | Sherbrooke               | 1871-1902                       |
| Barrage BALC no 2                                                         | Sherbrooke               | 1877-1916                       |
| Barrage de la MT&P                                                        | Magog                    | 1883-1915                       |
| Barrage BALC                                                              | Sherbrooke (Deauville)   | 1883-1911                       |
| Barrage/centrale hydroélectrique Hydro-Magog I                            | Magog                    | 1897-1911                       |
| Barrage/centrale hydroélectrique Frontenac I                              | Sherbrooke               | 1902-1916                       |
| Barrage/centrale hydroélectrique Drummond                                 | Sherbrooke               | 1908-                           |
| Barrage/centrale hydroélectrique Abénaquis (autrefois SR&P)               | Sherbrooke               | 1910-                           |
| Barrage/centrale hydroélectrique La Grande-Dame (ou Hydro-Magog II)       | Magog                    | 1911-                           |
| Barrage/centrale hydroélectrique Rock Forest                              | Sherbrooke (Rock Forest) | 1911-                           |
| Barrage/centrale hydroélectrique Frontenac II                             | Sherbrooke               | 1916-                           |
| Barrage/centrale hydroélectrique Memphrémagog (ou de la Dominion Textile) | Magog                    | 1920-                           |
| Barrage/centrale hydroélectrique Paton                                    | Sherbrooke               | 1927-                           |